# موسیقی و ترانه
موسیقی و ترانه (انگلیسی: Music and Lyrics) فیلمی در ژانر کمدی رمانتیک و موزیکال به کارگردانی مارک لارنس است که در سال ۲۰۰۷ منتشر شد.

## بازیگران
- هیو گرانت
- درو بریمور
- براد گرت
- کریستن جانستون
- کمپبل اسکات
- اسکات پرتر
- هیلی بنت
- متیو موریسون
- آصف مندوی
- تونی تراکس
- زاک اورث
- جیسون اشتون